# Akismet
Akismet è un filtro antispam per i commenti, le notifiche e i messaggi inviati da moduli di contatto.
È un servizio di Automattic, la società che gestisce il servizio Wordpress.com,  che lo implementa su tutti i blog ospitati.

## Storia
Akismet (abbreviazione di Automatic kismet) è stato lanciato il 25 ottobre 2005 da Matt Mullenweg, fondatore di Automattic.

L'intento iniziale era quello di fornire alla madre uno strumento per gestire il proprio blog in autonomia e sicurezza. Dopo aver testato una soluzione in linguaggio Java, violata dagli spammer a poche ore dal lancio, alla fine dell 2005 attivò Akismet, strumento "aggregato" e sviluppato in modalità crowdsource per il sito Wordpress.com. A partire dalla versione 2.0, Akismet è implementato come opzione predefinita su tutti i blog ospitati da Wordpress.com.

## Funzionalità
Ogni volta che un utente pubblica un commento in uno dei siti che utilizzano Akismet, il programma confronta il testo con la propria base di conoscenza, e cancella lo spam sospetto. Akismet è capace di apprendimento automatico e di elaborare nuove regole di verifica in base ai commenti filtrati (pubblicati) e a quelli segnalati manualmente dagli utenti.

## Licenza
Il software è reso disponibile con licenza GNU-GPL. Tuttavia, non sono pubblicamente consultabili né il codice né l'algoritmo di base; il servizio è gratuito per uso personale e con scopi non commerciali, mentre è previsto un abbonamento mensile negli altri casi.
A partire dalla API sono state sviluppate estensioni per altre piattaforme. Akismet ha pubblicato il codice sorgente di un plugin integrabile su Discourse, programma per la gestione di mailing list e forum Internet. Per interagire esternamente con i server di Akismet, è necessaria una chiave identificativa API da loro fornita.